# 소켓 7

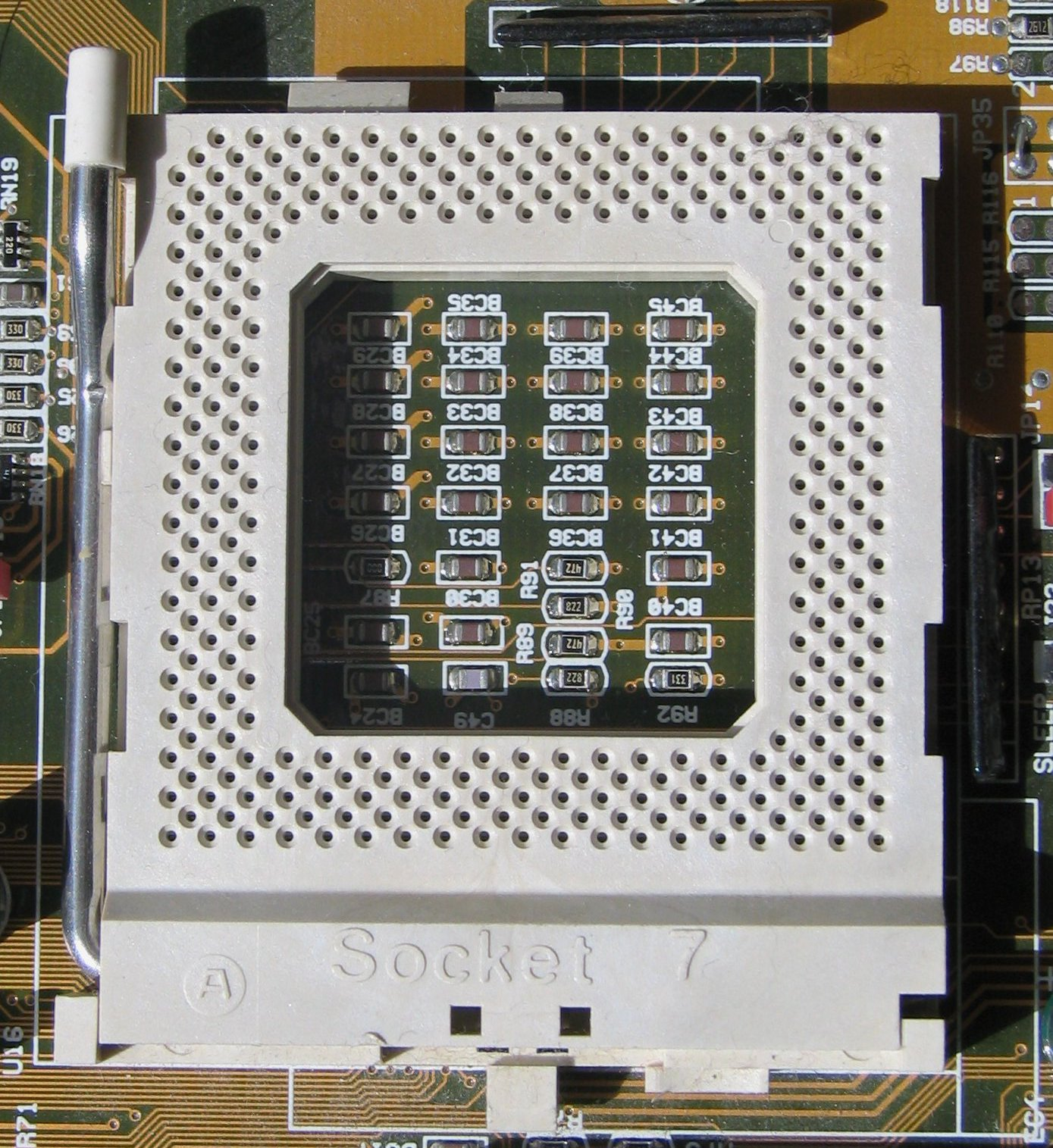
소켓 7

소켓 7(Socket 7)은 개인용 컴퓨터 메인보드의 x86 스타일 CPU 소켓에 대한 물리적, 전기적 사양이다. 이 소켓은 1995년 6월에 출시되었다. 이 소켓은 이전 소켓 5를 대체하며 인텔에서 제조한 P5 펜티엄 마이크로프로세서뿐만 아니라 사이릭스/IBM, AMD, IDT 등에서 만든 호환 장치도 수용한다. 소켓 7은 다양한 제조업체의 다양한 CPU와 다양한 속도를 지원하는 유일한 소켓이었다.
소켓 5와 소켓 7의 차이점은 소켓 7에는 추가 핀이 있고 소켓 5의 단일 전압과 달리 이중 분할 레일 전압을 제공하도록 설계되었다는 것이다. 그러나 모든 마더보드 제조업체가 초기에 보드의 이중 전압을 지원한 것은 아니다. 소켓 7은 이전 버전과 호환된다. 소켓 5 CPU를 소켓 7 메인보드에 삽입하여 사용할 수 있다.
소켓 7을 사용한 프로세서는 AMD K5 및 K6, 사이릭스 6x86 및 6x86MX, IDT 윈칩, 인텔 P5 펜티엄(2.5~3.5V, 75~200MHz), 펜티엄 MMX(166~233MHz) 및 라이즈 테크놀로지 MP6 등이 있다.
소켓 7은 일반적으로 321핀(19 x 19핀으로 배열) SPGA ZIF 소켓 또는 매우 드물게 사용되는 296핀(37 x 37핀으로 배열) SPGA LIF 소켓을 사용한다. 크기는 1.95" x 1.95"(4.95cm x 4.95cm)이다.
소켓 7의 확장인 슈퍼 소켓 7은 K6-2 및 K6-III 프로세서가 더 높은 클럭 속도에서 작동하고 AGP를 사용하도록 AMD에서 개발했다.
소켓 7과 소켓 8은 1999년에 슬롯 1과 슬롯 2로 대체되었다.

## 같이 보기
- 인텔 마이크로프로세서 목록
- AMD 마이크로프로세서 목록